# Малий Бучек (Кемпінський повіт)
Малий Бучек (пол. Mały Buczek) — село в Польщі, у гміні Рихталь Кемпінського повіту Великопольського воєводства.
У 1975-1998 роках село належало до Каліського воєводства.